# Parabel (lignelse)
 Denne artikel omhandler den litterære lignelse. Opslagsordet har også en anden betydning, se Parabel.
En parabel er inden for litteratur en betegnelse for en lignelse, dvs. et digterværk, der gennem et billede hentet fra menneskelivet illustrerer en almen sandhed – bruges især om Jesu lignelser.

## Etymologi
Parabel ← latin parabola ← græsk παραβολή, parabolé ← παραβαλλειν paraballein "sammenligne" ← παρα para "ved siden af" og βαλλειν ballein "kaste".